# Pontus Tidemand
Pontus Johan Tidemand, född 10 december 1990 i Charlottenberg, är en svensk rallyförare.
Han har tidigare kört som privatförare för Ford M-Sport i WRC och som fabriksförare för Škodas fabriksteam i WRC2, andra divisionen i WRC.

## Förarkarriär
Tidemand tillhörde från 2012–2019 norska Even Rally, ett managementteam där också Andreas Mikkelsen, Esapekka Lappi, Johan Kristoffersson och Ole-Christian Veiby ingår.
Tidemand körde en Ford Fiesta S2000 i 2011 års SM-serie i klassen Otrimmat 4WD och från 2012 tävlade han i SM med en Skoda Fabia S2000.
År 2012 och 2013 körde han Junior-VM där han vann titeln och blev juniorvärldsmästare 2013.
Han debuterade i WRCs huvudklass under Svenska Rallyt 2013 med en Ford Fiesta och låg som bäst på 4 plats totalt men bröt på SS9 på grund av motorproblem. Året efter gjorde han sin andra start i huvudklassen, också denna gång med en Ford Fiesta och kom på 8 plats totalt.
Mellan 2015 och 2018 tillhörde han Skoda Motorsport och tävlade i WRC 2, bilar som kör i VM men klassen under huvudklassen WRC. 2017 tog han titeln i WRC 2.

## Privatliv
Tidemand är son till Tomas Tidemand och Maud Solberg. Tidemand är styvson till Henning Solberg.